# Schizoretepora solanderia
Schizoretepora solanderia is een mosdiertjessoort uit de familie van de Phidoloporidae. De wetenschappelijke naam van de soort is, als Retepora solanderia, voor het eerst geldig gepubliceerd in 1826 door Risso.